# Keegan-Michael Key
Keegan-Michael Key (Southfield, 22 de março de 1971) é um ator, comediante, produtor e roteirista norte-americano, mais conhecido por seu papel como membro no elenco do programa MADtv durante seis temporadas. Ele também teve papéis recorrentes em Reno 911! e Gary Unmarried, e foi o apresentador do programa The Planet's Funniest Animals de 2006 a 2008. Atualmente ele está no elenco principal da série original da Netflix, Friends from College.

## Início de vida
Key nasceu em Southfield, Michigan, em 22 de março de 1971, filho de pai afro-americano, Leroy McDuffie, e Carrie Herr, uma mulher de ascendência polonesa e flamenga. Ele foi adotado ainda jovem por um casal de Detroit, Michael Key e Patricia Walsh, ambos assistentes sociais. Assim como seus pais biológicos, seus pais adotivos eram um homem negro e uma mulher branca. Através de seu pai biológico, Key tinha dois meio-irmãos, um dos quais era o escritor de quadrinhos Dwayne McDuffie. Key descobriu a existência de seus meio-irmãos somente depois que ambos morreram.
Criado como católico, Key frequentou a Universidade de Detroit Mercy como estudante de graduação, obtendo um diploma de Bacharel em Belas Artes em teatro em 1993, seguido por um Mestrado em Belas Artes em teatro na Universidade Estadual da Pensilvânia em 1996. Enquanto estava na Universidade de Detroit Mercy, ele era irmão de Phi Kappa Theta.

## Vida pessoal
Key foi casado com a atriz e treinadora de dialeto Cynthia Blaise de 1998 a 2017. Eles foram separados judicialmente em novembro de 2015, e Key pediu o divórcio no mês seguinte. Casou-se com a produtora e diretora Elisa "Elle" Pugliese na cidade de Nova York em 8 de junho de 2018.
Key é cristão e praticou o budismo, o catolicismo e o evangelicalismo no passado. Ser birracial tem sido uma fonte de material cômico para Key, que disse a Terry Gross em uma entrevista para a NPR: "Acho que a razão pela qual Jordan e eu nos tornamos atores é porque trocamos bastante de código quando criança e ainda fazemos".
Key é um grande fã de futebol e um ávido torcedor do Liverpool, clube da Premier League inglesa, e também é fã do Detroit Lions da NFL.

## Filantropia
Key trabalhou com a Young Storytellers Foundation como ator para sua arrecadação anual de fundos ao lado de Max Greenfield, Jack Black e Judy Greer.

## Filmografia
| Ano       | Filme                                   | Personagem                       | Notas    |
| --------- | --------------------------------------- | -------------------------------- | -------- |
| 2023      | Wonka                                   |                                  |          |
| 2022      | Hotel Transylvania: Transformania       | Murray                           | Dublador |
| 2020      | The Prom                                | Tom Hawkins                      |          |
| 2019      | Meu nome é dolemite                     | Jerry                            |          |
| 2019      | O cristal encantado: Era da Resistência | The ritual master                | Dublador |
| 2019      | O Rei Leão                              | Kamari                           | Dublador |
| 2019      | Toy Story 4                             | Ducky                            | Dublador |
| 2019      | Veep                                    | Jordan Thomas Jr.                |          |
| 2017-2019 | Amigos da Faculdade                     | Ethan Turner                     |          |
| 2018      | O Predador                              | Coyle                            |          |
| 2018      | Hotel Transilvânia 3                    | Murray                           | Dublador |
| 2017      | A Estrela de Belém                      | Dave                             | Dublador |
| 2016      | Why Him?                                | Gustav                           |          |
| 2016      | Keanu: Cadê meu Gato?                   | Clarence Goobril / Smoke Dresden |          |
| 2016      | Modern Family                           | Tom Delaney                      |          |
| 2015      | Hotel Transilvania 2                    | Murray                           | Dublador |
| 2012-2015 | Key e Peele                             | Vários / ele mesmo               |          |
| 2015      | Ferias Frustradas                       | Jack Peterson                    |          |
| 2014-2015 | Bojack Horseman                         | Sebastian St. Clair              | Dublador |
| 2015      | Tomorrowland                            | Hugo                             |          |
| 2015      | A Escolha Perfeita 2                    | Chefe da Beca                    |          |
| 2014-2015 | Parks and Recreation                    | Joe                              |          |
| 2014      | Quero Matar meu Chefe 2                 | Mike                             |          |
| 2014      | Fargo                                   | Agente Pepper                    |          |
| 2014      | Uma Aventura Lego                       | Foreman Jim                      | Dublador |
| 2013      | How I Met Your Mother                   | Calvin                           |          |